# Austrocnemis maccullochi
Austrocnemis maccullochi – gatunek ważki z rodziny łątkowatych (Coenagrionidae). Występuje w północnej Australii oraz w południowej części Nowej Gwinei.